# R&B alternativo
R&B Alternativo, também referido como alt-R&B, PBR&B, indie R&B, hipster R&B, R&B experimental ou left-field R&B, é um termo usado por críticos e jornalistas de música para descrever um estilo alternativo do R&B Contemporâneo.

## Etimologia
Houve uma variedade de discussão sobre os termos de gênero diferentes, com vários críticos descrevendo a música sob a ampla categoria de R&B Alternativo ou Indie R&B. O termo hipster R&B tem sido comumente usado, como tem o termo "PBR&B", combinação de "PBR" (a abreviatura de Pabst Blue Ribbon, uma marca de cerveja mais recentemente associado com a subcultura moderna).O primeiro uso do "PBR&B" aconteceu no Twitter, pelo escritor Eric Harvey, do Sound of the City, em um post em 22 de março de 2011. Três anos depois, espantado e aflito com o quão longe o termo que significava uma piada tinha ido, Harvey escreveu um esboço para a Pitchfork.Slate sugere o nome "R-Neg-B". O gênero tem sido chamado muitas vezes de "noir&B.No entanto, os termos são muitas vezes criticado por artistas da subcultura moderna e sendo usado de forma irônica.

## Características
Barry Walters, da Spin, caracteriza o estilo não convencional como uma "troca entre EDM, rock, hip-hop e R&B comercial de vanguarda e cita trabalhos de The Weeknd (como Beauty Behind the Madness e Thursday), de Miguel (Kaleidoscope Dream), Kelela, Holy Other, Drake, (Take Care) e Kenna, todos trabalhos associados como PBR&B.
Os principais artistas incluem The Weeknd, Jhené Aiko, Miguel, How to Dress Well, FKA Twigs, Tinashe, Beyoncé. Brandon Neasman do TheGrio uma "troca da guarda no R&B, para ao suave, cavalheiros legais para o vulnerável com personalidade fora de ordem  em meio a prevalência dos meios de comunicação social na sociedade. Neasman descreve como "novos artistas new wave mais relacionáveis e escritores de características de R&B alternativo".
| “ | Muito da produção é echo-laden altivo, muitas vezes usando um monte de sintetizadores e filtered drums sonoramente dando um aceno para o som vintage dos anos 80 de Prince. Além disso, em sua maior parte, ela não se sente como se esses artistas estivessem vendendo sexo como sua entrada principal. Consentidos, eles ainda cantam sobre o tema, e em detalhes explícitos mas é a mesma proporção de drogas, espiritualidade e filosofias pessoais. Você não consegue essa mesma diversidade no assunto da maioria dos modernos cantores de R&B. | ” |

Hermione Hoby, do The Guardian, escreve que "a música é radical tranquila" e observa "um diálogo permanente e mutuamente enriquecedor entre músicos indie e eletrônica e artistas de R&B." Gerrick D. Kennedy, do Los Angeles Times, considera que "o novo movimento se sente como a mudança de estilo mais significativo no R&B desde o movimento neo soul, em meados dos anos 90. O sexto álbum de Janet Jackson, The Velvet Rope, de 1997, é citado como um dos álbuns que deu origem ao estilo.

## Resposta

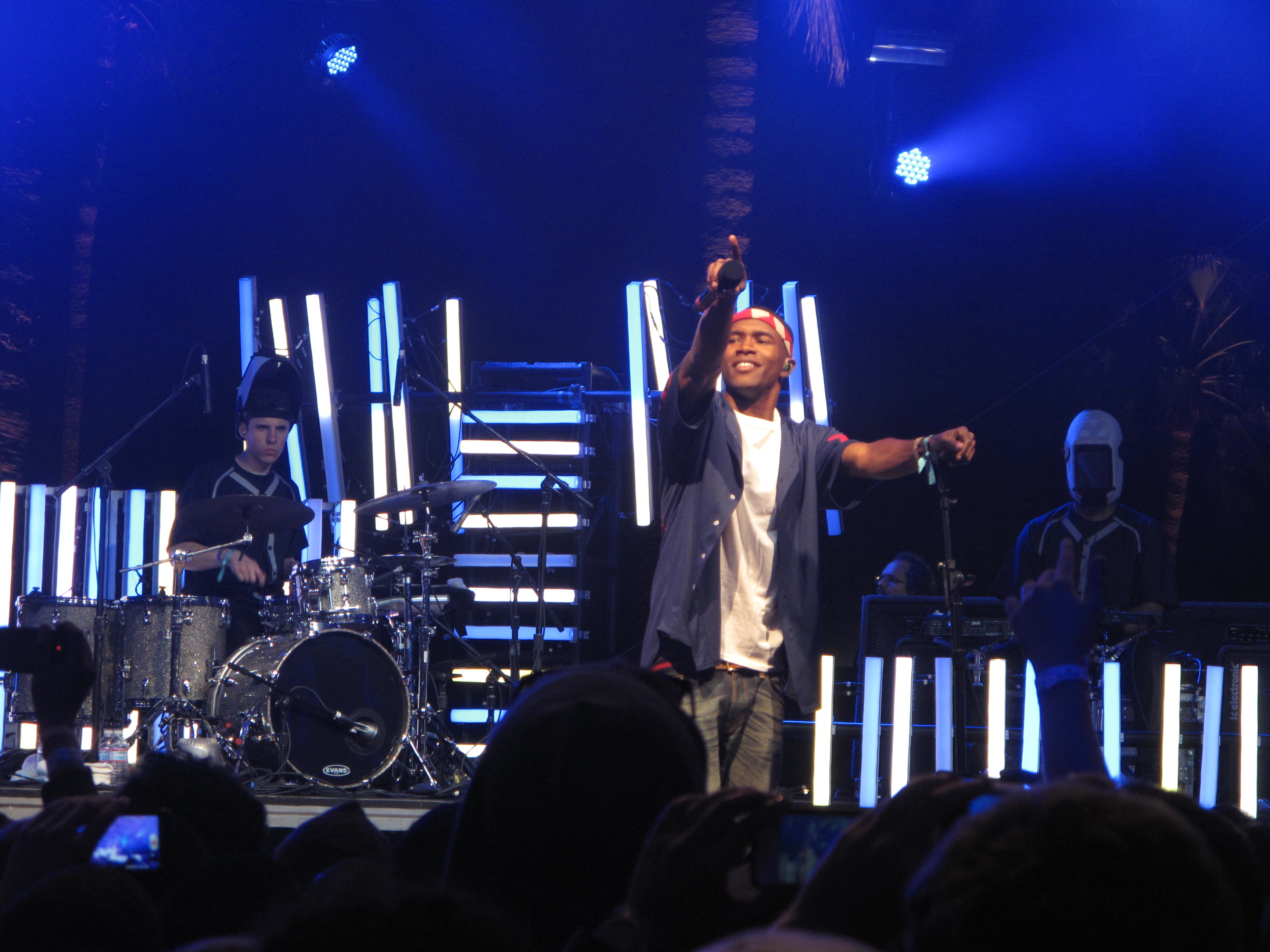
Ocean se apesentando no Festival Coachella, em 2012

Frank Ocean afirma que ele não gosta de ser chamado de músico de R&B e não gosta de ser associado ao gênero. How to Dress Well não se sente ofendido pelo termo "PBR&B", mas o acha "brega ". 
Miguel se sente confortável com o termo "indie r&b", porque "insinua uma arte superior ou uma entrega mais profunda ou de alguma forma mais artística do rhythm and blues. Ele sugere ainda que há mais arte dentro um gênero que se tornou mais um clichê de si mesmo".
A Stereogum descreveu o gênero como uma "moda" que atingiu o seu ponto de saturação no início de 2014.